# Palazzo Matteotti
Palazzo Matteotti è un palazzo di Napoli ubicato nella piazza omonima del quartiere San Giuseppe. Dal 1º gennaio 2015 è sede della Città metropolitana di Napoli.

## Storia
Il palazzo è noto anche con l'appellativo con cui fu inaugurato nel 1936 durante il regime fascista, Palazzo della provincia; la struttura fu infatti progettata per dare una nuova sede istituzionale alla ex provincia di Napoli.  Nel luglio 1944 in seguito alla caduta del regime, sia la piazza (ex piazza duca d'Aosta) che il palazzo furono dedicate alla memoria dell'onorevole Giacomo Matteotti, assassinato il 10 giugno 1924 da una squadra fascista.

## Descrizione
La facciata principale affaccia sulla piazza ed è rivestita in travertino e laterizio. Al centro si apre l'ingresso a tutt'altezza riprendendo il prospetto del Palazzo delle Poste, mentre il maestoso portale è in bronzo con bassorilievi. Lo schema della facciata è impostato su un basamento in pietra calcarea sul quale si aprono cinque ordini di finestre, mentre l'attico è coronato da un cornicione in pietra calcarea, in alto troviamo la scritta “Provincia”, con il cavallo storico simbolo di Napoli. Nell'interno si accede all'androne che conduce allo scalone monumentale e dietro si apre il cortile.
L'immobile fu progettato dagli architetti Marcello Canino e Ferdinando Chiaromonte negli anni '30, il palazzo ha una superficie lorda complessiva pari a circa 9700 mq, ha sei piani fuori terra, ed un piano cantinato; è dotato di due corpi scala e quattro ascensori oltre allo scalone monumentale che collega il piano terra al primo piano.
Nel corso degli anni l'edificio è stato sottoposto a diverse ristrutturazioni, ad oggi: 
- al piano cantinato vi sono allocati i principali locali tecnici dei nuovi impianti tecnologici dell'intero fabbricato;[2]
- il piano terra ospita gli uffici dell'URP e della Polizia ambientale.[3]
- al primo piano ospita esclusivamente l'ufficio del sindaco metropolitano, la Sala dei consiglieri metropolitani, la sala conferenze (Sala Cirillo) oltre agli gli uffici di rappresentanza.
- gli altri piani ospitano gli uffici di alcuni coordinamenti d'area e di alcune direzioni (altri coordinamenti e altre direzioni sono nella sede di via don Bosco) nonché le sedi di alcune società partecipate dall'Ente.

La struttura si presta anche come location per eventi culturali, del tipo mostre e convegni.